# NGC 952
NGC 952 је ознака објекта на координатама са ректансцензијом 2h 31m 18,0s и деклинацијом + 34° 44" 54'. Открио га је Жан Мари Едуар Стефан, "*". децембра 1871. Каснијим посматрањима на том положају није уочен никакав астрономски објекат.